# NGC 7771
NGC 7771 (другие обозначения — PGC 72638, UGC 12815, IRAS23488+1949, MCG 3-60-35, KCPG 592B, ZWG 455.58, KAZ 348, KUG 2348+198C) — спиральная галактика с перемычкой (SBa) в созвездии Пегас.
Этот объект входит в число перечисленных в оригинальной редакции «Нового общего каталога».
Галактика находится на расстоянии около 294 миллионов световых лет от нас; она активно взаимодействует с соседней галактикой NGC 7770.
18 августа 2003 года в галактике была зарегистрирована вспышка сверхновой SN 2003hg.